# Wiener Operette

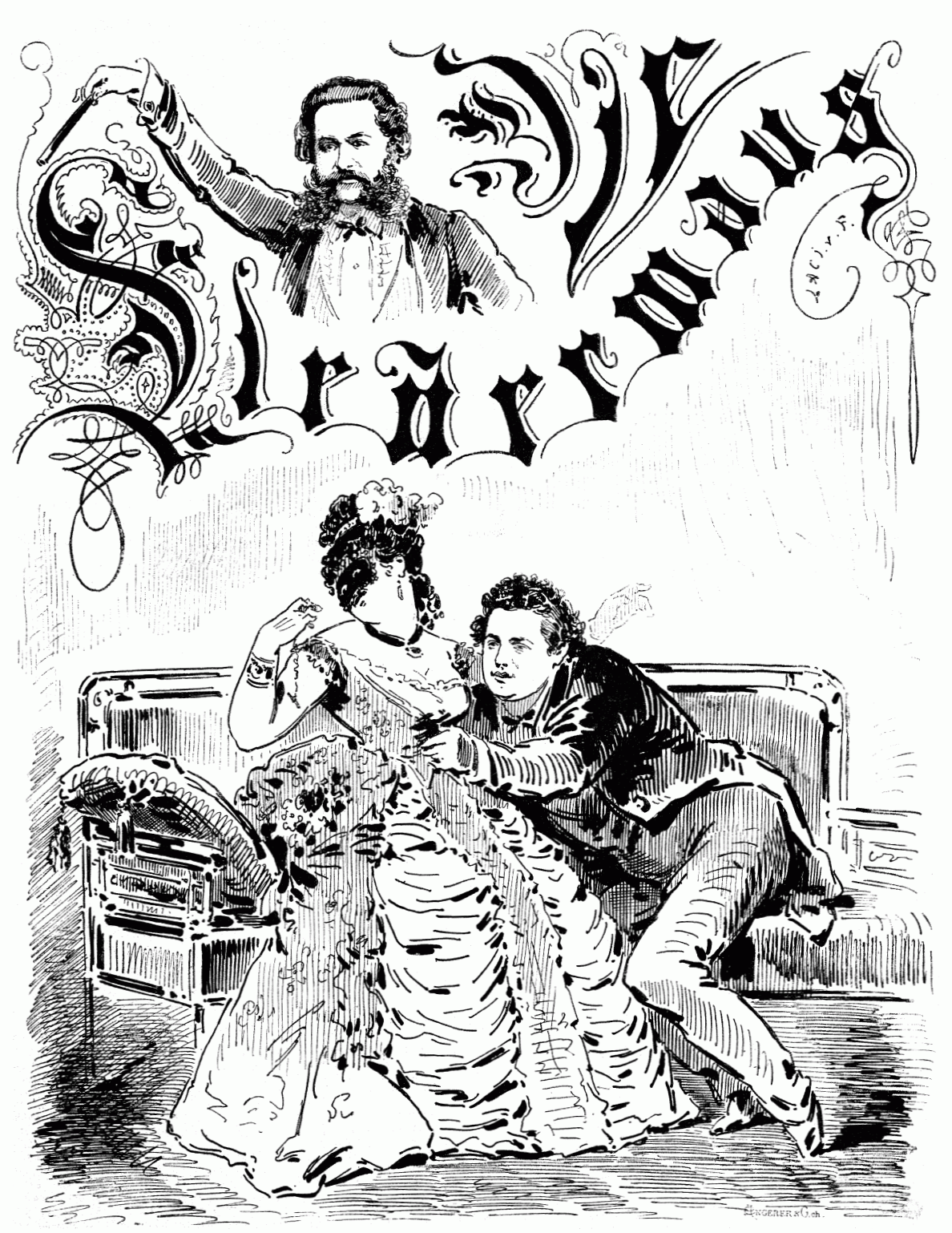
László von Frecskay: Karikatur zur Uraufführung der Operette Die Fledermaus in der Satirezeitung Die Bombe (1874)

Wiener Operette ist eine Bezeichnung für Operetten, die im Zeitraum zwischen 1860 und etwa 1960 in Wien uraufgeführt wurden.

## Geschichte
Die Wiener Operette ist nach dem Vorbild der Pariser Operette entstanden, die im deutschen Sprachgebiet ungefähr von 1855 bis 1870 modern war. Sie hatte als Novitäten-Genre im musikalischen Theater knapp hundert Jahre Bestand. Diese Zeit ist ironisch in eine goldene (bis etwa 1900), silberne (etwa bis in die 1920er-Jahre) und „bronzene“ bzw. „blecherne“ Ära (Folgezeit) geteilt worden. (Das Blecherne bezog sich nicht nur auf die Qualität, sondern auch auf die extensive Verwendung von Blechblasinstrumenten in manchen jüngeren Operetten.)
Neben den traditionellen Wiener Vorstadttheatern waren neu gegründete privatwirtschaftliche Theater die hauptsächlichen Aufführungsorte. Da die Zahl der Neuproduktionen bis zum Ersten Weltkrieg sprunghaft anstieg, bekam die Wiener Operette den Ruf der kommerziellen Massenunterhaltung. Oft wurde daher der Untertitel Operette vermieden und auf die Bezeichnungen Singspiel, Musikalisches Lustspiel o. ä. ausgewichen. – Unberücksichtigt in der Geschichte der Wiener Operette bleibt zumeist die rege Produktion der weniger vornehmen Singspielhallen.

### Ursprünge

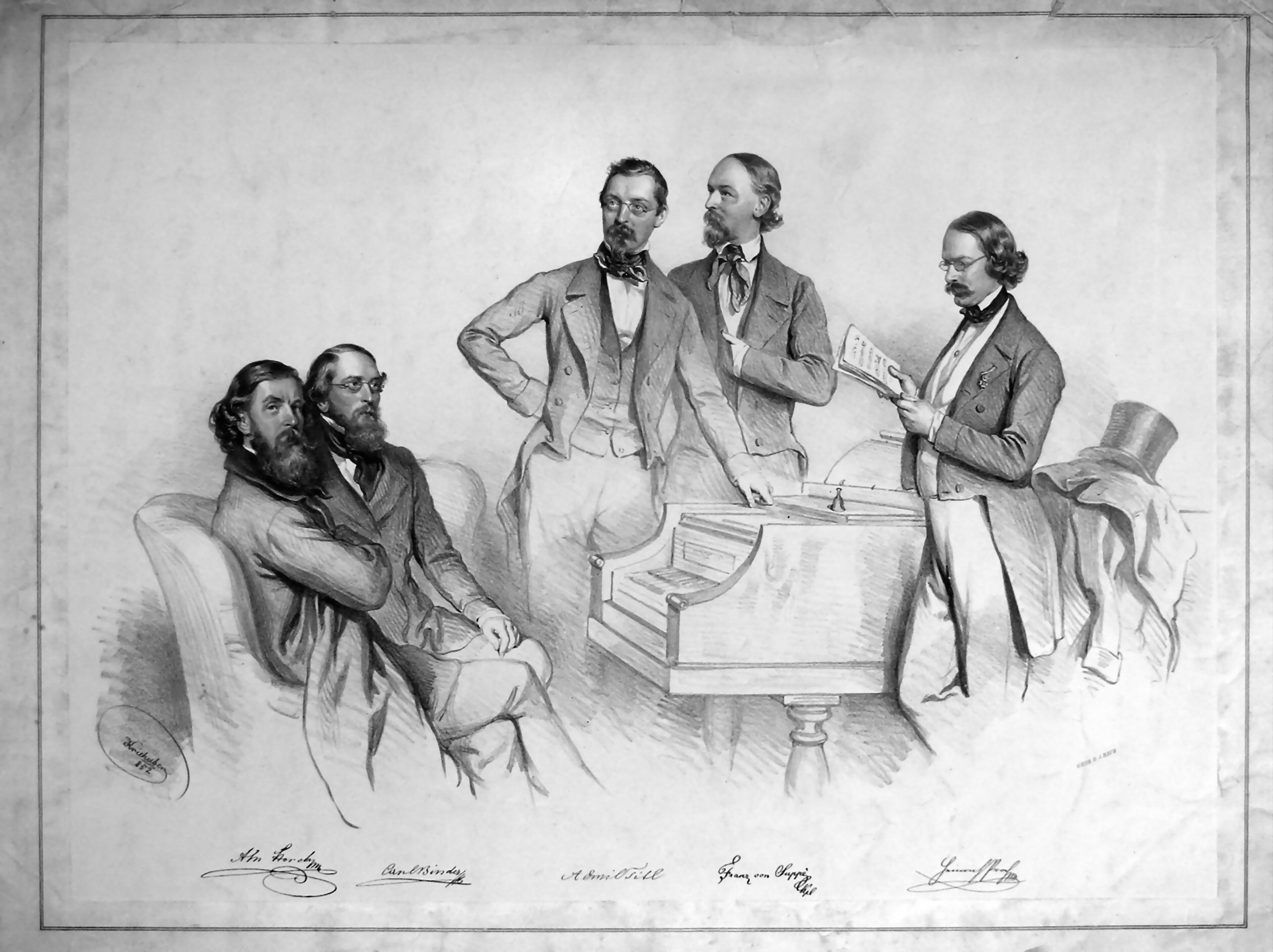
Die Theaterkapellmeister (v. l. n. r.) Carl Binder, Heinrich Proch, Anton Maria Storch, Franz von Suppè und Emil Titl, Komponisten der ersten Wiener Operetten

Musik war in der sogenannten Wiener Volkskomödie seit ihren Ursprüngen im 18. Jahrhundert bedeutend. Oft konnte man, was den Musikanteil betraf, nicht zwischen einer leichten Spieloper und einer Posse unterscheiden, da beide Genres in denselben Theatern mit demselben Orchester und teilweise auch mit denselben Darstellern gegeben wurden. Der Theaterkapellmeister Adolf Müller senior zum Beispiel schuf von den 1820er- bis in die 1880er-Jahre über 600 vollständige Bühnenmusiken mit Ouvertüren, Chören, Liedern. Als die Wiener Operette entstand, gab es zwar eine hoch entwickelte musikalische Infrastruktur, aber die traditionellen Theaterformen mit Musik waren altmodisch geworden, die Eintrittspreise verteuerten sich, und ein großer Teil des Publikums wanderte von den Wiener Vorstadttheatern in die neu entstehenden Singspielhallen ab.
Im Carltheater wurde im Oktober 1858 der Einakter Hochzeit bei Laternenschein von Jacques Offenbach mit sensationellem Erfolg aufgeführt. Damit begann der Siegeszug der Pariser Operette in Wien. Im März 1860, ebenfalls im Carltheater, war Johann Nestroy der Star in einer wienerischen Bearbeitung von Offenbachs Orpheus in der Unterwelt, die vermutlich von ihm selbst stammte.
Die Konkurrenz blieb nicht untätig: Alois Pokorny, der Direktor des Theaters an der Wien, beauftragte nach erfolglosen Versuchen, ebenfalls eine Lizenz für Offenbach-Aufführungen zu erhalten, seinen Kapellmeister Franz von Suppè mit der Vertonung eines passenden Librettos im französischen Stil. Daraus entstand die (anerkannt) erste Operette, die das Genre „Wiener Operette“ einleitete, Das Pensionat, und die im November 1860 auf die Bühne gelangte. Modern und „französisch“ wirkten hier das starke Übergewicht weiblicher Rollen auf der Bühne und eine Reihung von Tänzen. Offenbar dienten nicht nur die Stücke Offenbachs als Vorbild, sondern auch frühe Formen der Revue, wie etwa die Schautänze, die als professionelle Einlagen in den Bällen des Pariser Karnevals gegeben wurden.
An den Wiener Bühnen gab es in jener Zeit zahlreiche Neuproduktionen mit hohem Musikanteil. Viele andere Wiener Komponisten neben Suppé, etwa Ivan Zajc, komponierten in den 1860er-Jahren schon Operetten. Carl Millöcker oder Carl Zeller vertraten wie Suppè auch später noch eine Operette, die der älteren Spieloper verpflichtet war. – Aus dieser frühen Zeit ist fast nur noch Suppès Die schöne Galathée (1865) im Repertoire geblieben.
Die Wiener Operette erfüllte einen Publikumsbedarf, der durch Veränderungen in der Bevölkerungsstruktur während der Gründerzeit entstand. Die große Bedeutung der Musik kam einem Teil des Publikums entgegen, der die Feinheiten des Wiener Dialekts nicht verstand. Diese erste Phase der Wiener Operette fällt ungefähr mit den Veränderungen des Stadtbildes und der Bevölkerung in der Bauzeit der Wiener Ringstraße zusammen. Sie ist von Optimismus und einer recht großen Offenheit gegenüber ausländischen Einflüssen geprägt.

### „Klassische“ Zeit
Hauptartikel: Goldene Operettenära

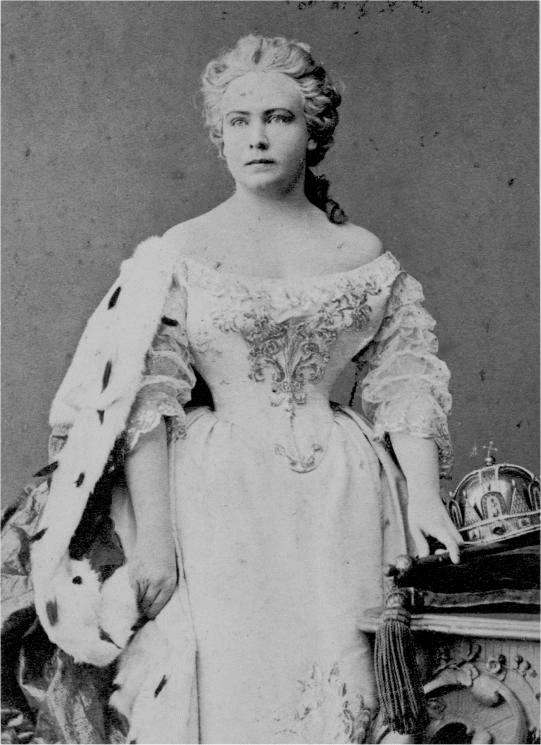
Operettendiva Marie Geistinger

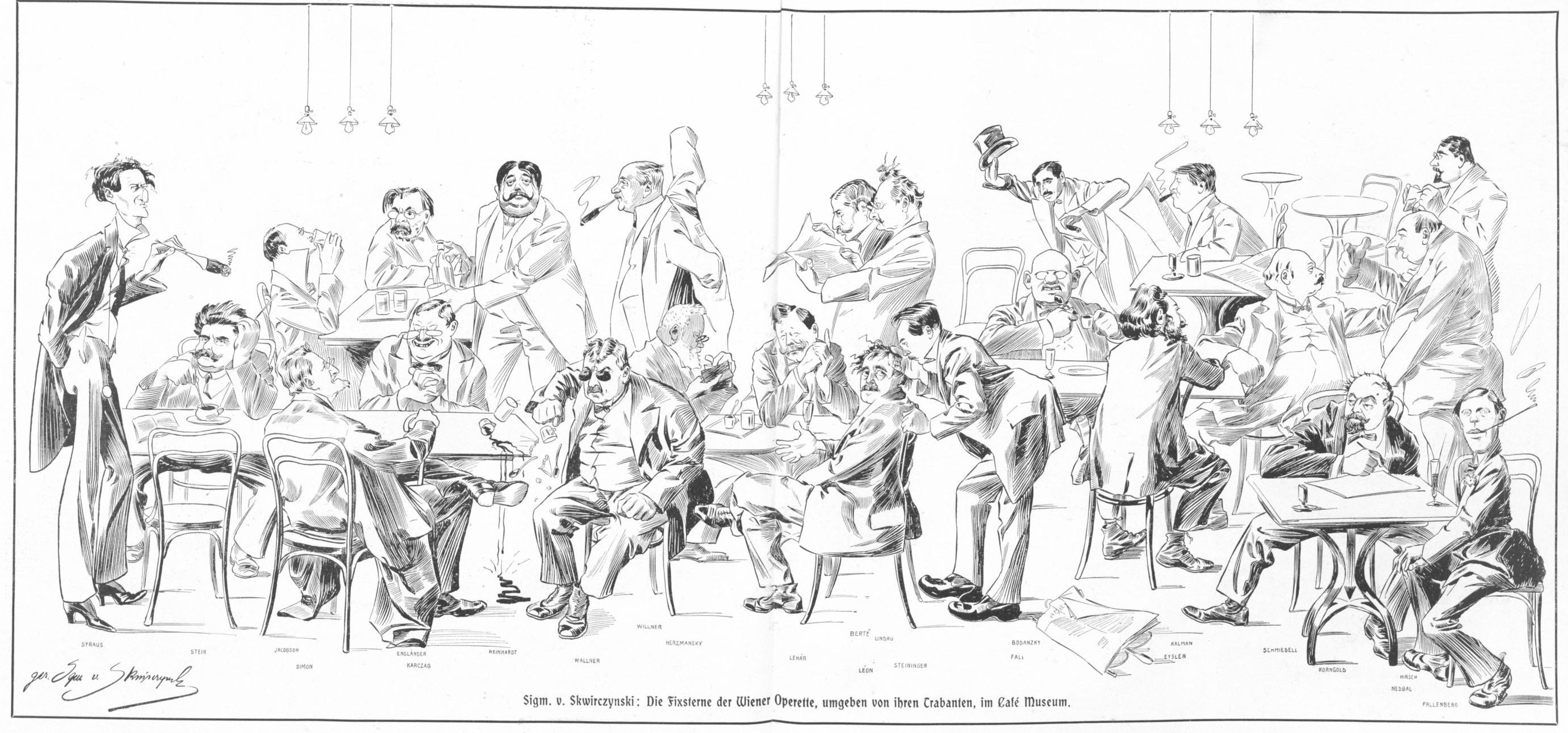
Zygmunt Skwirczyński: Die Fixsterne der Wiener Operette, umgeben von ihren Trabanten, im Café Museum in der Neujahrsausgabe 1911 der Illustrierten Zeitung

Die klassische Zeit der Wiener Operette ging von veränderten gesellschaftlichen Voraussetzungen aus: Durch die nur beschränkt erfolgreiche Weltausstellung 1873 änderte sich das kulturelle Klima. Der Wiener Börsenkrach im Vorfeld gehörte zu den Auslösern einer jahrzehntelangen Weltwirtschaftskrise („long depression“). Weltbürgerliche Offenheit wich überall dem Protektionismus. Eine neue Generation von Theaterdirektoren verstand sich als Manager, die zwischen traditionellen Theaterformen und neuen Veranstaltungsformen in Tanzlokalen und Singspielhallen vermittelten.
Während Suppè noch ein Theaterkapellmeister war, der Opern, Operetten und weitere Bühnenmusik im Auftrag der Direktion komponierte, wurde Johann Strauss (Sohn) aus der Tanzmusikszene ans Theater geholt und mit dem Theaterpraktiker Richard Genée zusammengebracht. Erheblichen Anteil an dieser Phase der Wiener Operette hatte auch der Librettist Camillo Walzel, der als Genées Mitarbeiter die französischen Vorlagen verbürgerlichte und verwienerte. Diese taktische Leistung des Theaterunternehmers Maximilian Steiner bahnte den Weg zum Welterfolg Die Fledermaus (1874). Durch den Brückenschlag zwischen Theater und Ballsaal war die Wiener Operette grundsätzlich modernisiert.
Diese Art des urbanen Unterhaltungstheaters, die das altmodisch gewordene, aber zunehmend verklärte Alt-Wiener Volkstheater ablöste, hatte allerdings militante Gegner wie den Schriftsteller Adam Müller-Guttenbrunn („die Operette […] dieser Bastard der Kunst, den ein Börsenjobber mit einer Pariser Cocotte gezeugt haben dürfte“).

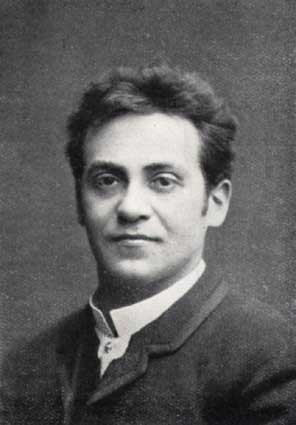
Alexander Girardi

In diese klassische Zeit fallen Werke wie Suppés Boccaccio (1879), Millöckers Der Bettelstudent (1882), Strauss’ Der Zigeunerbaron (1885), Zellers Der Vogelhändler (1891) oder Ziehrers Die Landstreicher (1899).
Die Wiener Operette ist nicht zuletzt eine Geschichte der Diven, die als kapriziöse Figuren in einer für Frauen recht unselbstständigen Zeit bewundert wurden, wie Marie Geistinger, Josefine Gallmeyer und Fritzi Massary. Überaus häufig waren die sogenannten Hosenrollen, also Frauen in Männerrollen, weil Frauen im Alltag ausschließlich Röcke trugen und es daher aufreizend wirkte, sie in Hosen zu sehen. Vor allem nach 1900 wurde die Wiener Operette auch zum Genre der Tenöre als Projektionen weiblicher Sehnsüchte wie Richard Tauber. Als Komiker profilierte sich Alexander Girardi in vielen Operetten.
Der Wirtschafts- und Bauboom in der Zeit des Jugendstils führte wiederum zu Optimismus. Franz Lehárs Die lustige Witwe begründete ab 1905 im Gegenzug zum Untergang der Habsburgermonarchie eine Art Weltherrschaft der österreichischen Unterhaltungsindustrie (von Theodor W. Adorno etwas abschätzig „Kulturindustrie“ genannt), die erst vom US-amerikanischen Film der 1920er-Jahre unterbrochen wurde.
Große Wiener Bühnen wie das Johann Strauß-Theater oder das Wiener Stadttheater waren ausschließlich der Operette gewidmet. Emmerich Kálmán wurde vor allem mit Die Csárdásfürstin (1915) und Gräfin Mariza (1924) zum Spezialisten für ungarisches Lokalkolorit und zum späten Symbol für den politischen Erfolg des österreichisch-ungarischen Ausgleichs. Er musste jedoch in der Zeit des Nationalsozialismus wegen seiner jüdischen Herkunft emigrieren.

### Zweite große Ära
Hauptartikel: Silberne Operettenära
Die Zeit der Wiener Operette nach der Jahrhundertwende und dann dominierend nach dem Ersten Weltkrieg ist von den Einflüssen der Revue, des Jazz und der neuen Modetänze wie des Foxtrotts gekennzeichnet. Die zweite große Ära kann in etwa mit der Uraufführung der Operette Die lustige Witwe von Franz Lehár 1905 datiert werden. Während vor allem die späteren Operetten Lehárs zum Opernhaften neigen, werden in den folgenden Stücken leichtere und modernere Stoffe und dramaturgische Muster erprobt. Eine neue Generation von Librettisten wie Alfred Grünwald war am Werk. Das große Gesangsensemble tritt etwa gegenüber dem „Song“ und dem rahmenden Chor zurück.
Ebenso zeigt sich eine Aufweichung der Grenzen. Die Stadt Wien verliert – in der Wiener Operette – sowohl als Schauplatz wie auch als Uraufführungsort an Bedeutung. Bruno Granichstaedten siedelte seine Operette Der Orlow (1925) in New York an und stellte eine Jazz-Band auf die Bühne. Auch in Paul Abrahams Operetten verbindet sich das Wienerische und das Ungarische seiner Herkunft mit frühen Formen des Jazz (Die Blume von Hawaii, 1931). In den 1930er Jahren schrieb er originale Filmoperetten. Im Gegenzug wird eine nostalgische Vorstellung von Alt-Wien zur Ideologie vieler Potpourri-Operetten wie Heinrich Bertés Das Dreimäderlhaus (1916). Auch Edmund Eysler widmete sich mit Erfolgsstücken wie Die gold’ne Meisterin (1927) einer Idealvorstellung von Alt-Wien, aufgrund seiner jüdischen Herkunft geriet er jedoch seit dem Zweiten Weltkrieg in Vergessenheit.
Mit einer neueren Art Operette, die weniger von einzelnen Komponisten als von Produzenten geprägt wurde, sind Komponistennamen wie Oscar Straus, Leo Fall, Robert Stolz oder Ralph Benatzky verbunden. Ein Beispiel ist die von Erik Charell 1930 in Berlin uraufgeführte Revue-Operette Im weißen Rössl von Ralph Benatzky mit Einlagen von Robert Stolz, Bruno Granichstaedten, Eduard Künneke, Robert Gilbert. Die Persiflage auf touristischen Rummel mit verjazzten Volksweisen wurde in der österreichischen Verfilmung von 1935 noch vor dem „Anschluss“ zum nostalgischen Volksstück gemacht, und die jüdischen Autoren sind aufgrund der Koproduktion mit einem Berliner Unternehmen nicht mehr erwähnt.
Das Medium Schallplatte machte die Operettenmelodien unabhängig von der Bühne, und es setzte eine Entwicklung ein, die von den aus Bühnenproduktionen ausgegliederten Jazz-Standards fortgesetzt wurde. Vorreiter ist hier das Tauber-Lied „Dein ist mein ganzes Herz“ aus Lehárs Das Land des Lächelns (1929).
Seitens der Nationalsozialisten wurde der Begriff „Silberne Operettenära“ bewusst eingesetzt, um deutlich zu machen, dass Operetten dieser Zeit weniger wert seien, als jene der „goldenen Ära“. Das bedeutete die Ausgrenzung zahlreicher Operetten, die jüdische Komponisten oder Librettisten hatten, von Bühnenaufführungen einerseits, andererseits waren damit die Entwicklungen der Operette beispielsweise in Großbritannien, Frankreich oder Spanien, die ohnehin nur Kennern bekannt waren, gänzlich fernzuhalten.

### Nachklang
Die Operette verlor an Einfluss, als die Bühne nicht mehr das hauptsächliche Verbreitungsmedium für musikalische Schlager war, also mit dem Aufkommen von Radio, Grammofon und Tonfilm. In Österreich fühlten sich diese Medien jedoch zunächst der Operette verpflichtet. Der österreichische Film knüpfte mehrmals erfolgreich an die Operettentradition an, etwa die Regisseure Géza von Bolváry oder Ernst Marischka (vgl. Geschichte des frühen österreichischen Tonfilms). Eine überaus erfolgreiche Filmoperette war Zwei Herzen im Dreivierteltakt (1930) mit der Musik von Robert Stolz. Die Bühnenfassung dieses Films von 1933 kam nicht mehr in Wien zur Uraufführung, sondern im Stadttheater Zürich. – Operettenmusik und Filmmusik vermischten sich in den 1930er-Jahren, weil viele Komponisten sowohl für den Film als auch für die Bühne arbeiteten.
Während des Zweiten Weltkriegs konnten die Operetten von Nico Dostal oder Fred Raymond ungerührte Heiterkeit verströmen.
Als Novitäten-Gattung behielt die Wiener Operette über die letzten Werke von Robert Stolz (Frühjahrsparade), Ludwig Schmidseder (Abschiedswalzer) und Gerhard Winkler in der zweiten Jahrhunderthälfte hinaus ungebrochene Kontinuität.
Nach dem Krieg machte sich das Fernsehen die Wiener Operette zu Nutze, während der aus dem Exil zurückgekehrte Komponist Robert Stolz die Eis-Operette erfand. Sänger wie Hermann Prey, Rudolf Schock, Anneliese Rothenberger, Peter Alexander profilierten sich in unzähligen Sendungen mit Potpourris und Künstlergesprächen. Seit den 1960er-Jahren, mit dem Aufkommen der Popmusik, erschien das Genre – mit wenigen Ausnahmen wie Igo Hofstetter – erschöpft, hat sich aber bis heute eine Nische bewahrt, unter anderem seit 2009 mit den Aufführungen des Wiener Operettensommers.

## Charakterisierung
Die Unterscheidung der Wiener Operette von der „Posse mit Gesang“ (Nestroy), der Komischen Oper oder Spieloper (Albert Lortzing) ist fließend. Doch sie richtet sich nicht mehr wie jene Gattungen auf das Deutsch sprechende Kleinbürgertum, sondern auf das Großbürgertum aus.
Seit etwa 1850 entstanden in Wien nach dem Vorbild der Londoner Music Halls zahlreiche Singspielhallen für ein kleinbürgerliches und subbürgerliches Publikum, wie etwa das Fürst-Theater im Wiener Prater, die ein gemischtes Unterhaltungsprogramm anboten. Daher versuchte sich die Operette in den traditionellen Vorstadttheatern wie dem Theater an der Wien und dem Carltheater auf ein großbürgerliches Publikum auszurichten und dem repräsentativen Sehen und Gesehenwerden Raum zu geben. Die Wiener Operette war von Anfang an als Luxus-Ereignis konzipiert.
Die beiden Pausen zwischen den drei Akten der Wiener Operetten wurden dabei zu gesellschaftlichen Anlässen mit festliegenden Regeln. Der Hauptapplaus war nach dem zweiten Akt. Der dritte Akt ist oft nur noch ein Nachspiel mit wenig Musik und einem zentralen Komiker (nach dem Vorbild des Frosch in der Fledermaus).
Die Wiener Operette ist selten parodistisch angelegt, gegenüber Offenbachs Mythen- und Opernparodien oder den tagesaktuellen Persiflagen der Berliner Operette. Dies mag sich daraus erklären, dass die Parodie-Tradition des 18. Jahrhunderts in Wien noch lebendiger war als in anderen Städten und die Operette dagegen etwas Modernes sein sollte. Nestroys Tannhäuser oder die Keilerei auf der Wartburg (1857) wurde in der Folge älterer Opernparodien gesehen wie seine Meyerbeer-Parodie Robert der Teuxel (1833) und war daher „nichts Neues“. Eine erfolgreiche Verbindung der Opernparodie mit der Wiener Operette ist die Richard-Wagner-Parodie Die lustigen Nibelungen (1904) von Oscar Straus. Die Parodie gehörte stets zur geringeren Gattung als das parodierte Werk, daher versuchte sich die Wiener Operette von ihr zu emanzipieren.
Um sich vom „Frivolen“ der französischen Stücke abzugrenzen, bevorzugte Lehár in seinen späteren Operetten sentimentale und pathetische Stoffe, sodass komödiantische Momente darin manchmal wie ein Stilbruch wirken. Seine Operette Giuditta (1934) wurde in der Wiener Staatsoper uraufgeführt und versuchte in der Tradition der Opéra comique, nicht wesentlich anders als Bizets Carmen (1875), den gesellschaftlich unterprivilegierten Hauptfiguren tragische Facetten abzugewinnen. Die Überwindung der Ständeklausel ist stets noch historischer Hintergrund für dieses als Komödie bezeichnete hauptsächlich ernste Werk.
Die Wiener Operette ist statischer als die Pariser Operette oder die später entstandene Berliner Operette und hat eine Vorliebe für ausladende zeremonielle Ereignisse. Tänzerisch wie musikalisch hat der Wiener Walzer eine wichtige dramaturgische Funktion. Die Wiener Operette meidet die satirische Aggressivität der Pariser und der Berliner Operette und propagiert vielmehr eine Dämpfung aller Konflikte durch Musikalisierung. Elegante Husaren und Dragoner auf der Operettenbühne täuschten über die politische und militärische Schwäche der Donaumonarchie hinweg. Mit manchen Wiener Operetten, wie mit Der Zigeunerbaron (1885) von Johann Strauss, wurde versucht, die zunehmenden Differenzen innerhalb des Vielvölkergemisches ideologisch zu überbrücken. Der Historiker Moritz Csáky hat dafür das Schlagwort von der „rückwärtsgewandten Utopie“ geprägt.

## Liste von Komponisten (chronologisch)
- Heinrich Proch (1809–1878)
- Franz von Suppè (1819–1895)
- Richard Genée (1823–1895)
- Johann Strauss (Sohn) (1825–1899)
- Ivan Zajc (1832–1914)
- Adolf Müller junior (1839–1901)
- Carl Zeller (1842–1898)
- Carl Millöcker (1842–1899)
- Carl Michael Ziehrer (1843–1922)
- Richard Heuberger (1850–1914)
- Joseph Hellmesberger junior (1855–1907)
- Heinrich Berté (1857–1924)
- Charles Weinberger (1861–1939)
- Georg Jarno (1868–1920)
- Franz Lehár (1870–1948)
- Oscar Straus (1870–1954)
- Leo Fall (1873–1925)
- Leo Held (1874–1903)
- Oskar Nedbal (1874–1930)
- Edmund Eysler (1874–1949)
- Bruno Granichstaedten (1879–1944)
- Leo Ascher (1880–1942)
- Ludwig Rochlitzer (1880–1945)
- Robert Stolz (1880–1975)
- Oskar Jascha (1881–1948)
- Emmerich Kálmán (1882–1953)
- Rudi Gfaller (1882–1972)
- Ralph Benatzky (1884–1957)
- August Pepöck (1887–1967)
- Willy Engel-Berger (1890–1946)
- Paul Abraham (1892–1960)
- Heinrich Strecker (1893–1981)
- Robert Katscher (1894–1942)
- Rudolf Kattnigg (1895–1955)
- Nico Dostal (1895–1981)
- Fred Raymond (1900–1954)
- Ludwig Schmidseder (1904–1971)
- Karl Loube (1907–1983)
- Joseph Beer (1908–1987)
- Igo Hofstetter (1926–2002)